# Геннадий (Кратинский)
Епископ Геннадий (Границкий или Кратинский или Бороницкий; около 1735 — 13 (24) августа 1773) — епископ Русской православной церкви, епископ Переславль-Залесский и Дмитровский.

## Биография
По утверждению духовного писателя, протоиерея С. К. Смирнова (1818—1889), Геннадий был архимандритом Псковского Святогорского монастыря, хотя он не упоминается в этом качестве ни в «Списках» Строева, ни в специальном «Описании Святогорского монастыря», изданном в 1899 году игуменом Иоанном).
1 января 1764 года назначен ректором Славяно-греко-латинской академии и архимандритом Заиконоспасского монастыря.
13 апреля 1768 года хиротонисан во епископа Переславль-Залесского. При этом ему было 33 года, что является беспрецедентно молодым возрастом для епископской хиротонии в том время; средний возраст хиротонии в Русской православной церкви во второй половине XVIII века составлял 42 года
Будучи епископом Переславль-Залесским, управлял Горицким монастырём и много сделал для его процветания. При нём начата была постройка в Горицком монастыре каменной колокольни и под нею церкви во имя Богоявления, но за смертью постройка не была окончена.
Скончался 13 августа 1773 года, 38 лет от роду. Погребён в Переславль-Залесском Успенском соборе в приделе Рождества Богородицы.